# Historia języka polskiego

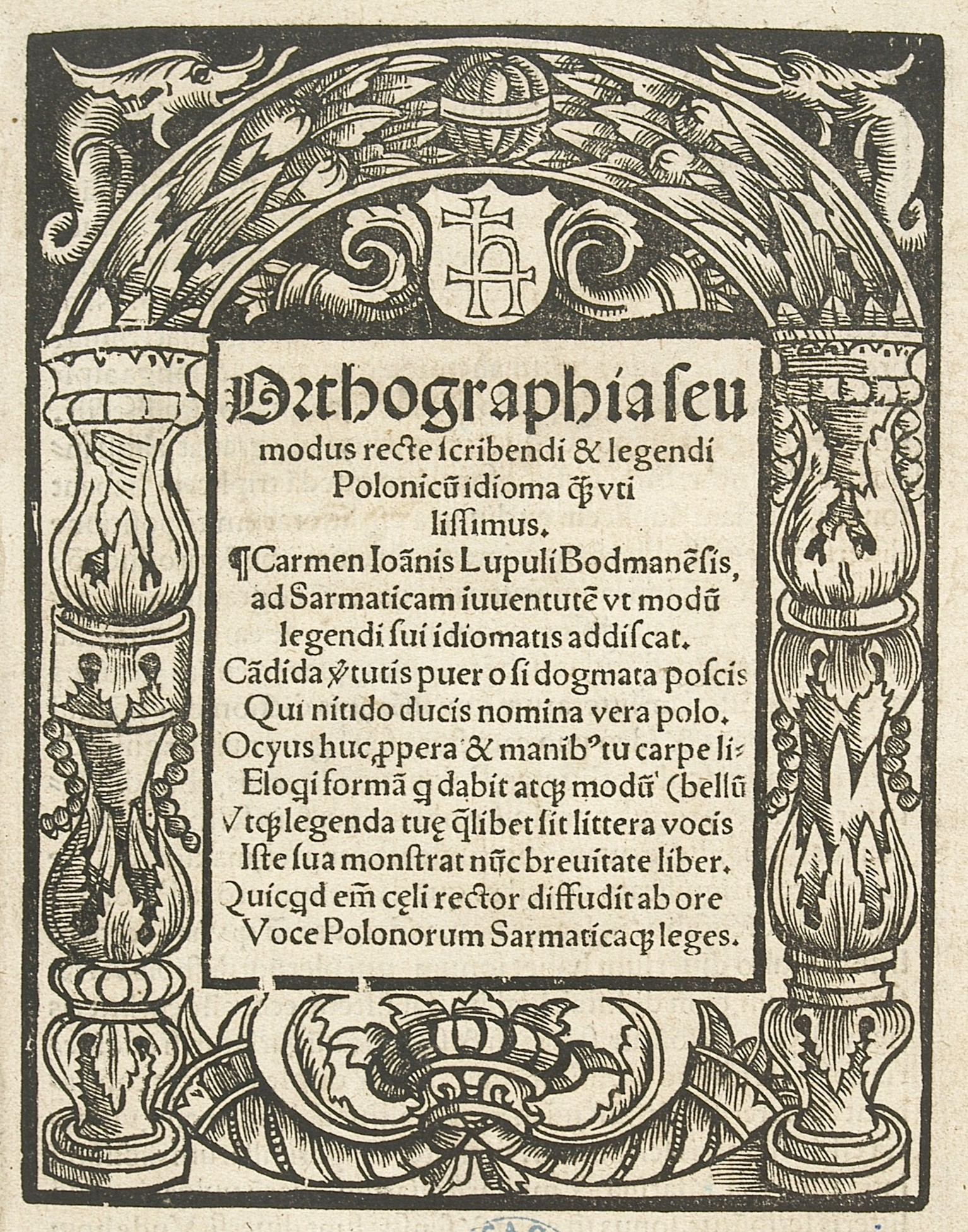
Strona tytułowa dzieła o polskiej ortografii pt. „Ortographia” Stanisława Zaborowskiego, wydanie z 1518 roku

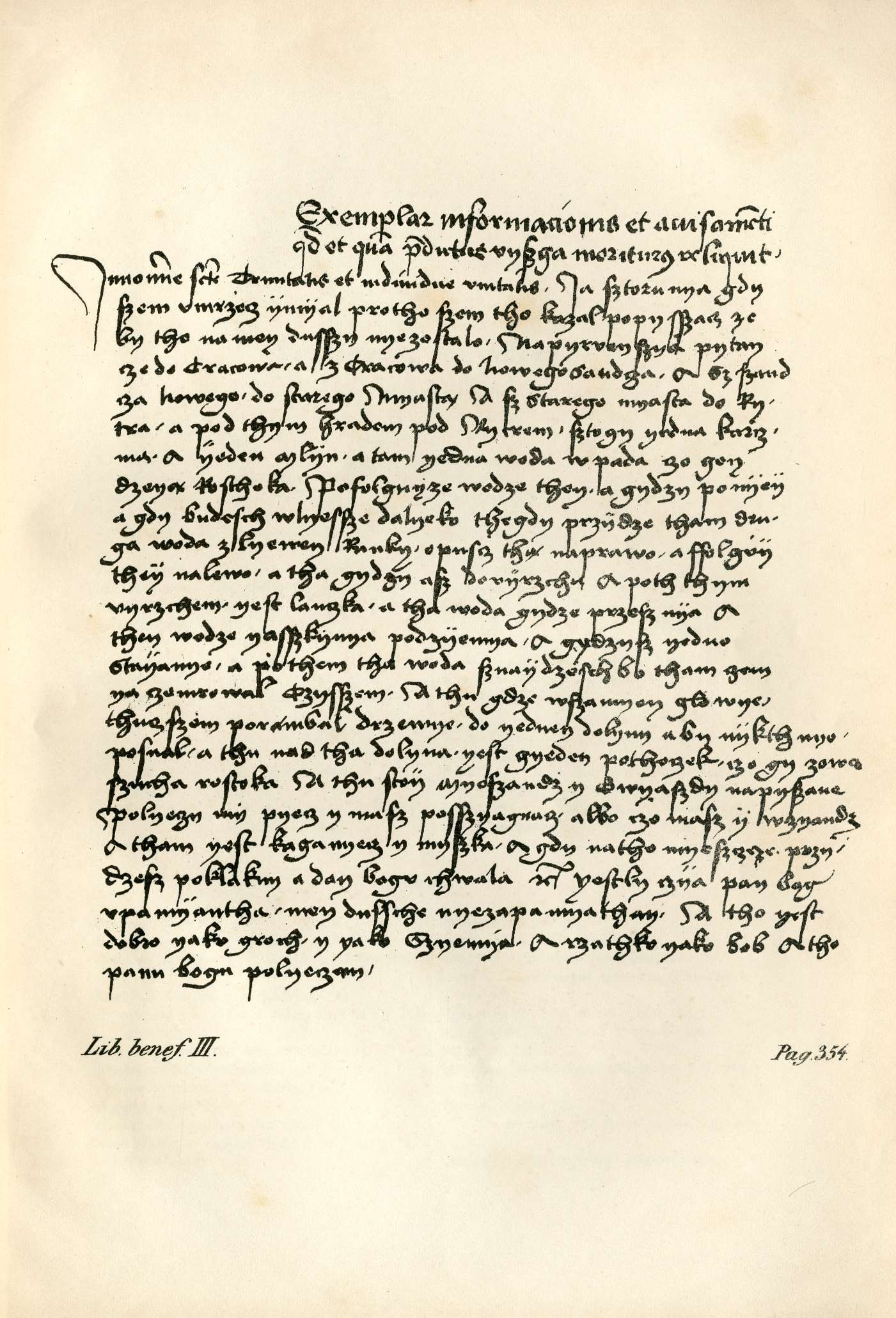
Testament Piotra Wydżgi – polski tekst z lat 1470–1480.

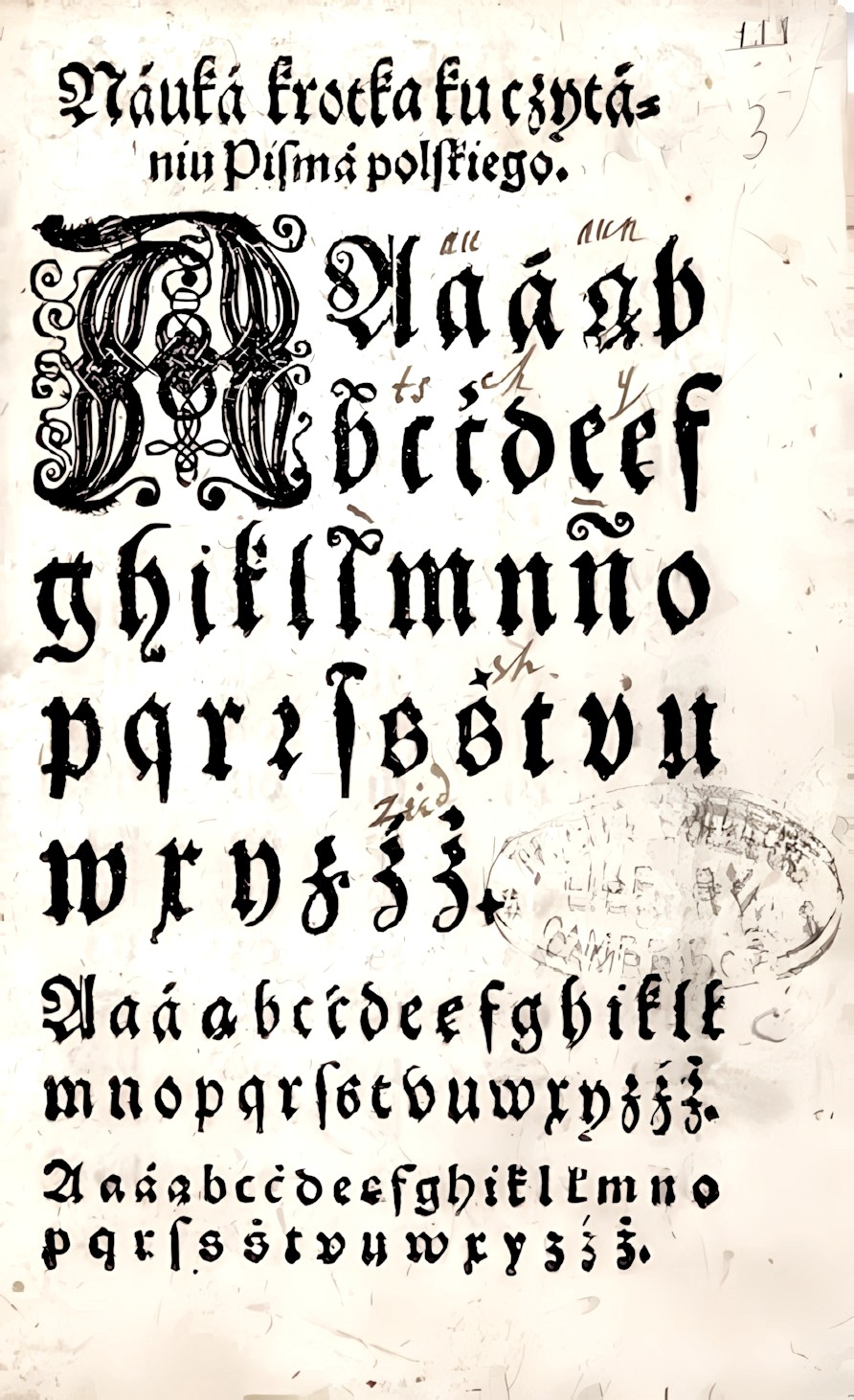
Abecadło polskie z XVI wieku, zbiory Cambridge Trinity College

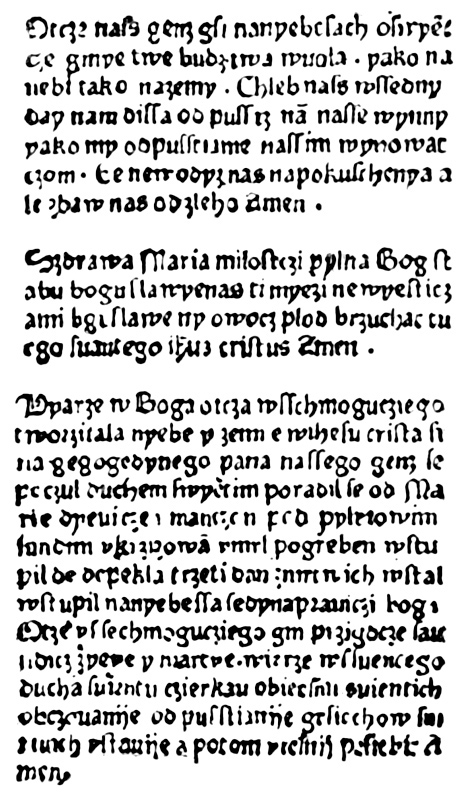
Najstarszy druk w języku polskim wydany w 1475 roku we Wrocławiu przez Kaspra Elyana

Historia języka polskiego – język polski powstał z zachodniego wariantu języka prasłowiańskiego i wywodzi się z języka praindoeuropejskiego.

## Periodyzacja
Zależnie od przyjętych kryteriów badacze wyróżniają w sumie pięć okresów rozwoju języka polskiego:
- przedpiśmienny – od X w. do połowy XII w.
- staropolski – od X w. lub połowy XII w. do przełomu XV i XVI w.
- średniopolski – od XVI w. do końca XVIII w.
- nowopolski – od końca XVIII w. do 1939
- współczesny – po 1939

Zenon Klemensiewicz dzieli historię języka polskiego na okres przedpiśmienny (do połowy XII w.) i okres piśmienny, w którym wyróżnia dobę staropolską (od poł. XII w. do przełomu XV i XVI w.), dobę średniopolską (od pocz. XVI w. do ósmego dziesięciolecia XVIII w.) i dobę nowopolską (od ósmego dziesięciolecia XVIII w. do 1939).
Podobną periodyzację stosuje Bogdan Walczak, wyróżniając epoki przedpiśmienną i piśmienną, a w niej dobę staropolską (poł. XII w. do przełomu XV/XVI w.), średniopolską (przełom XV/XVI w. do poł. XVIII w.), nowopolską (poł. XVIII w. do 1939) i polszczyznę współczesną (po 1939).
Krystyna Długosz-Kurczabowa i Stanisław Dubisz proponują podział ze względu na dwa kryteria: filologiczne (występowanie pisanych zabytków polszczyzny) i historycznojęzykowe (wewnętrzny rozwój języka i cezury pozajęzykowe – społeczne, polityczne, kulturalne, ekonomiczne). Ze względu na kryterium filologiczne dzielą historię polszczyzny na epokę przedpiśmienną (do Bulli gnieźnieńskiej z 1136) i piśmienną (po 1136). Ze względu na kryterium historycznojęzykowe wyróżniają okresy: staropolski (od X w. do przełomu XV/XVI w.), średniopolski (od XVI w. do 1772), nowopolski (od 1772 do 1939) i polszczyznę współczesną (po 1945).
Propozycje periodyzacji rozwoju polszczyzny prezentowane przez poszczególnych badaczy są więc bardzo zbliżone. Główna różnica dotyczy tego, czy początek epoki staropolskiej wyznaczać już w X wieku, czy dopiero w połowie wieku XII.
Należy też odróżniać okres staropolski historii języka polskiego, kończący się na przełomie XV i XVI w., od literatury staropolskiej, obejmującej literaturę średniowieczną, renesansową i barokową, czyli także okres średniopolski polszczyzny.

## Rys historyczny
„Nie mogę się temu wydziwić, gdyż wszelki inny naród język swój przyrodzony miłuje, szyrzy, krasi i poleruje, czemu sam polski naród swym gardzi i brząka, który mógłby iście, jako słyszę, obfitością i krasomową z każdym innym porównać. Ile ja rozumieć mogę z ludzi, nie inna przyczyna tego, jeno przyrodzenie polskie, które ku obcym, a postronnym obyczajom, sprawom, ludziom i językom skłonniejsze jest niźli ku swym własnym” – Hieronim Wietor (1480–1546)

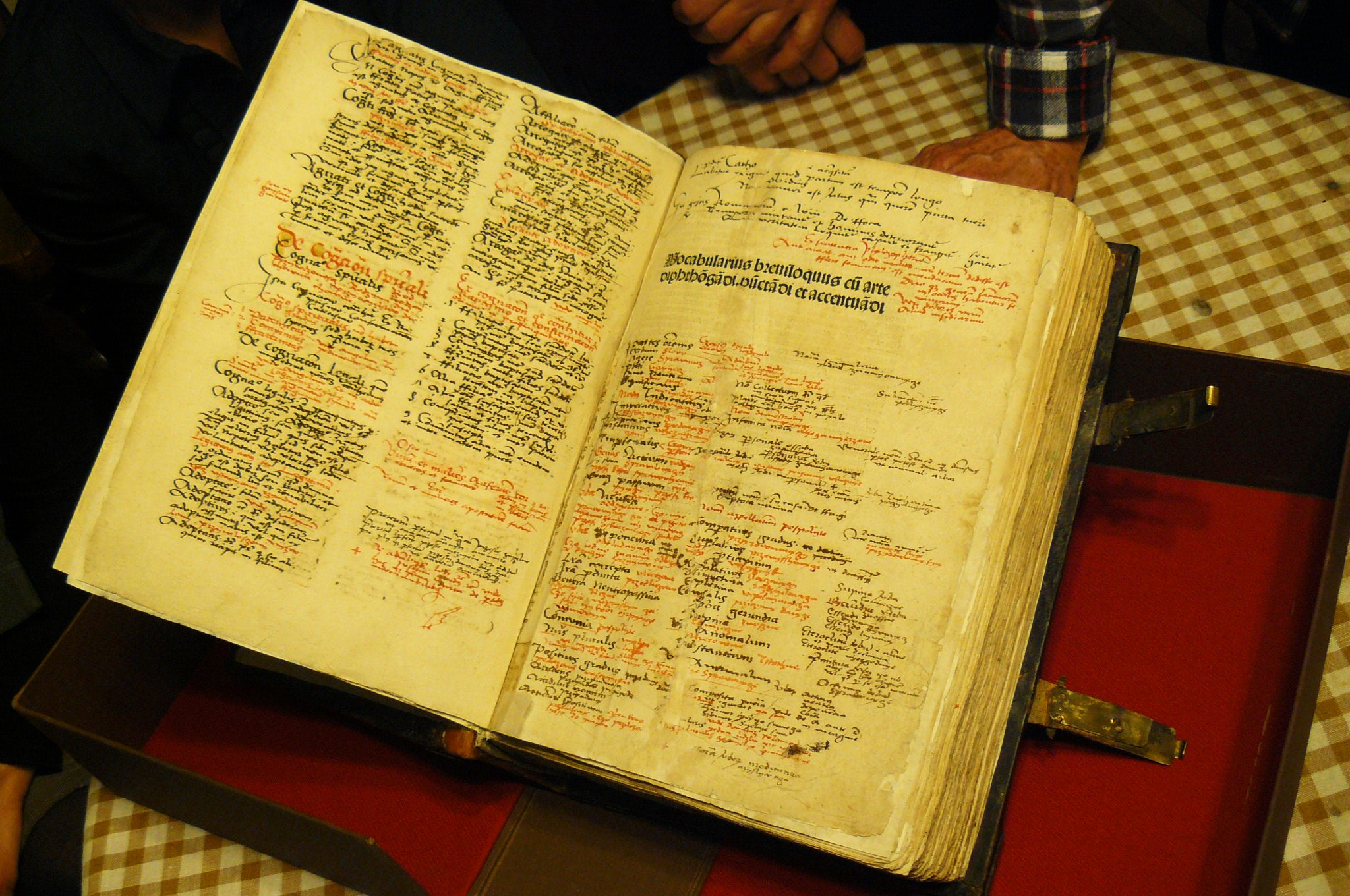
Vocabularis breviloquus Johannesa Reuchlina z roku 1532 z zapisanymi po polsku adnotacjami Bartłomieja z Bydgoszczy ze zbiorów Biblioteki UAM

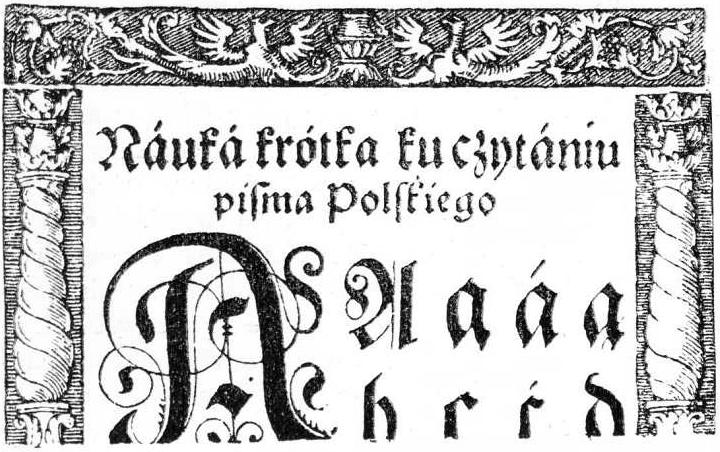
„Náuká krótka ku czytániu pisma polskiego”, drukowana gotykiem w Królewcu około roku 1570

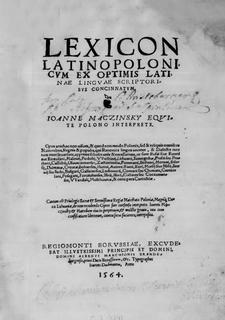
Jeden z pierwszych słowników łacińsko-polskich Jana Mączyńskiego wydany w 1564 w Królewcu

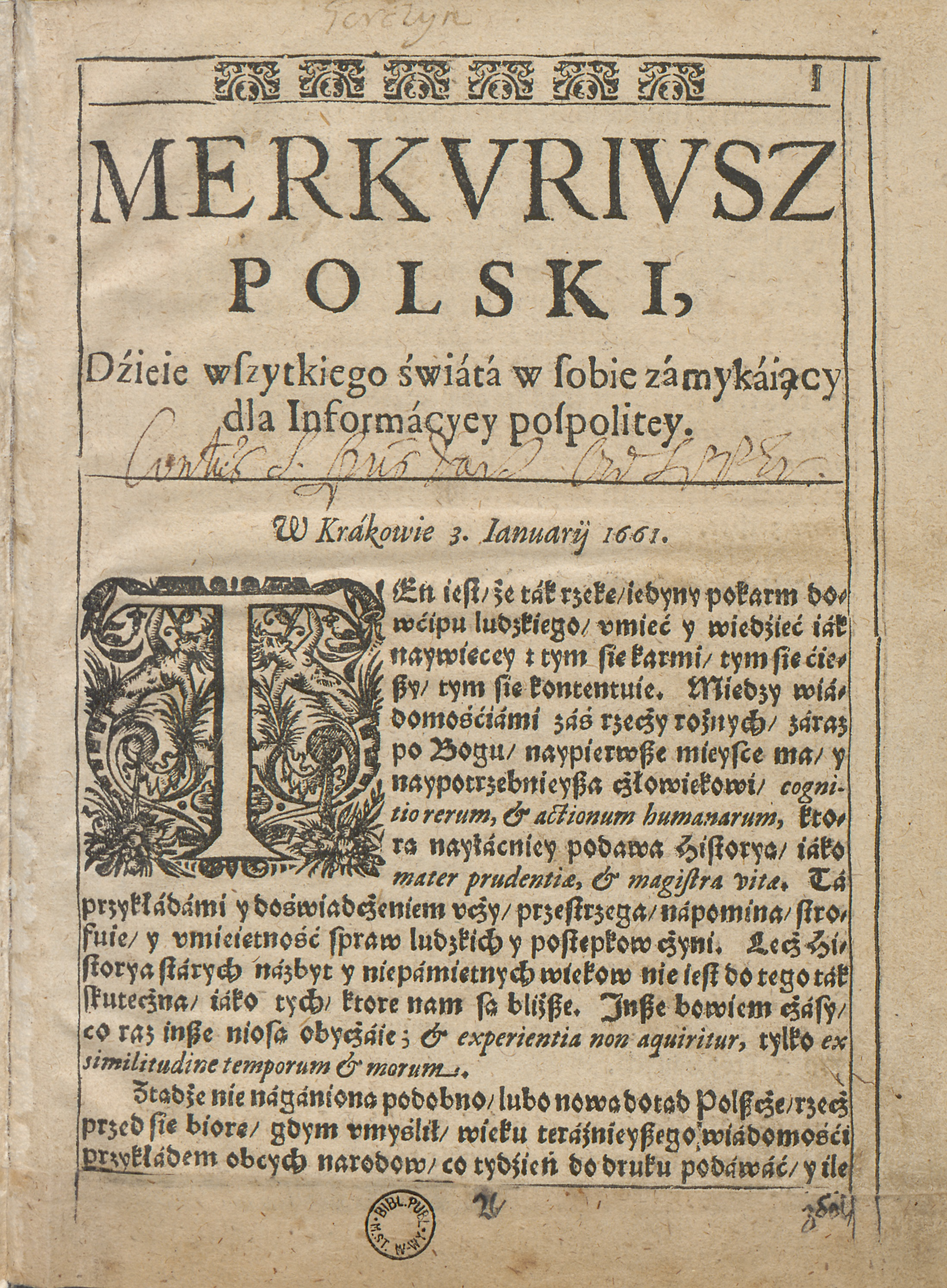
Pierwsze zachowane polskie czasopismo „Merkuriusz Polski Ordynaryjny” nr. 1 z 1661 roku

### Okres staropolski
Pierwsze polskie wyrazy zanotowane w średniowiecznych łacińskich dokumentach były imionami oraz nazwami geograficznymi. Język staropolski był wówczas nieskodyfikowanym językiem mówionym wywodzącym się z języka prasłowiańskiego. Nie miał unormowanej gramatyki, ortografii i nie pełnił roli języka literackiego. W średniowiecznej Europie międzynarodowym językiem literackim, urzędniczo-dyplomatycznym oraz naukowym była łacina. W języku tym zapisywano wszystkie dokumenty i kroniki. Wzorem kultury starożytnego Rzymu łacina była sermo urbanus – językiem warstwy wykształconej i oświeconej, natomiast języki narodowe uznawane były za lingua vulgaris, czyli potoczne języki plebsu i pospólstwa – niewykształconych mas. Z tej przyczyny, w literaturze piśmiennej język staropolski pojawiał się najczęściej podczas wymieniania imion oraz nazw w zniekształconej, zlatynizowanej formie. Na przełomie X–XI wieku pierwszymi słowami polskimi, jakie pojawiły się w łacińskich źródłach, była nazwa Polski oraz imiona jej władców – Mieszka I i Bolesława Chrobrego.
Najstarszym zabytkiem piśmiennictwa notującym Polskę oraz jej władcę Bolesława Chrobrego jest Żywot pierwszy św. Wojciecha spisany w latach 997–1003 przez Jana Canapariusa, opata rzymskiego klasztoru św. Bonifacego i Aleksego. We fragmencie notuje Sobiesława (Sobiebora) Sławnikowica, który zbrojnie wyruszył cum Bolizlauo Palaniorum duce („z Bolesławem księciem polskim”).
W średniowieczu teksty sporządzano ręcznie, a twórcami manuskryptów było przeważnie duchowieństwo. Początkowo było to głównie pisarstwo historyczne oraz religijne: annały, kroniki, utwory z gatunku gesta opisujące historie poszczególnych europejskich państw, narodów i władców, żywoty świętych, moralitety, literatura odpustowa oraz przede wszystkim Biblia – najważniejszy tekst wiary chrześcijańskiej. Z czasem mnisi pracujący w skryptoriach zajęli się także tematyką świecką, adaptując wzory wcześniejszej literatury antycznej: starogreckiej oraz starożytnego Rzymu. Prowadzone przez mnichów kancelarie władców również rozpoczęły działalność piśmienniczą. Język polski coraz częściej pojawiał się w tekstach dokumentów dyplomatycznych, dotyczących własności oraz lokacji miast. Najbardziej znanym zabytkiem piśmiennictwa tego rodzaju jest spisana po łacinie w 1136 roku tzw. Bulla gnieźnieńska papieża Innocentego II, uznawana za pierwszy zabytek mowy polskiej . Pośród listy ponad 400 nazw miejscowych w języku polskim, tj. prowincji, grodów, wsi, przedstawione zostały w niej również nazwy osobowe, czyli rycerzy, chłopów, gości i rzemieślników – mieszkańców lub przynależnych. Wymienione są także nazwa Polski jako Poloniorum regio („kraj Polaków”) oraz fraza Mesco dux Poloniae baptisatur, odnotowująca pod rokiem 966 chrzest Mieszka I.
W literaturze zapisanej po łacinie zanotowano również pierwsze polskie zdania, tzw. „głosy polskie”. Najstarsze zdanie w języku polskim Day, ut ia pobrusa, a ti poziwai zapisano w 1270 roku we Wrocławiu na karcie 24. Księgi henrykowskiej. W latach 1455–80 w Rocznikach, czyli kronikach sławnego Królestwa Polskiego spisanych przez Jana Długosza przytoczone zostały tzw. zdania legnickie: Byegaycze, byegaycze! (...) Gorze szą nam stalo!.  Miały one pochodzić z zaginionej Kroniki Wincentego z Kielczy, napisanej tuż po 1260. Byłyby więc kilka lat starsze niż zdanie henrykowskie, jednak ich oryginalny przekaz się nie zachował.
W 1285 na zjeździe w Łęczycy postanowiono o używaniu języka polskiego obok łaciny w szkołach katedralnych i klasztornych. Liczne zdania w języku polskim zachowały się w rękopiśmiennych księgach sądowych, notujących treść procesów, zeznań oraz rot sądowych, zapisanych w XIV i XV wieku. Najwcześniejsze z nich notowane są od 1386 roku w wielkopolskich księgach sądowych – tzw. roty poznańskie .
Od XV wieku mnisi przepisujący łacińskie teksty w skryptoriach dla ułatwienia sobie pracy zbierali lokalne słownictwo polskie dopisując je w przepisywanych ręcznie manuskryptach. Pod koniec średniowiecza powstało kilka tego typu słowników, jak Słownik łacińsko-polski (1437) czy Słownik łacińsko-polski Piotra z Uścia z 1450 roku. Najstarszy słownik łacińsko-polski, znany jako „Wokabularz trydencki”, powstał ok. roku 1424 (wł. Il piú antico dizionario latino-polacco) i sporządzony został przez Aleksandra, syna księcia mazowieckiego Ziemowita IV. Zawiera ok. 500 wyrazów łacińskich, przy których odnotowano polskie odpowiedniki. Pierwszy najbardziej obszerny słownik łacińsko-polski w układzie alfabetycznym, który wydany został drukiem, zawierał ok. 20 tys. haseł łacińskich oraz ich polskich odpowiedników, opublikował go w 1564 w Królewcu Jan Mączyński.
Najstarszy druk w języku polskim ukazał się w 1475 roku we Wrocławiu – 35 lat po wynalezieniu druku przez Jana Gutenberga. Były to trzy modlitwy katolickie „Ojcze nasz”, „Zdrowaś Mario” oraz „Wierzę w Boga” opublikowane w tzw. Statutach Elyana (łac. Statuta synodalia episcoporum Wratislaviensium) w pierwszej oficynie wrocławskiej Kaspra Elyana – Drukarni Świętokrzyskiej. Za pierwszą drukowaną książkę wydaną całkowicie w języku polskim do niedawna uznawany był „Raj duszny” – modlitewnik Biernata z Lublina z 1513 roku. Jednak odnaleziono starszą książkę wydrukowaną w Krakowie w drukarni Jana Hallera w 1508 roku zatytułowaną Historyja umęczenia Pana naszego Jezusa Chrystusa.
Pierwsze elementarze do nauki języka polskiego pojawiają się już w pierwszej połowie XVI wieku. Pierwszym zachowanym elementarzem polskim są "Polskie książeczki wielmi potrzebne ku uczeniu się polskiego..." wydrukowane przez Hieronima Wietora  w Krakowie w roku 1539.

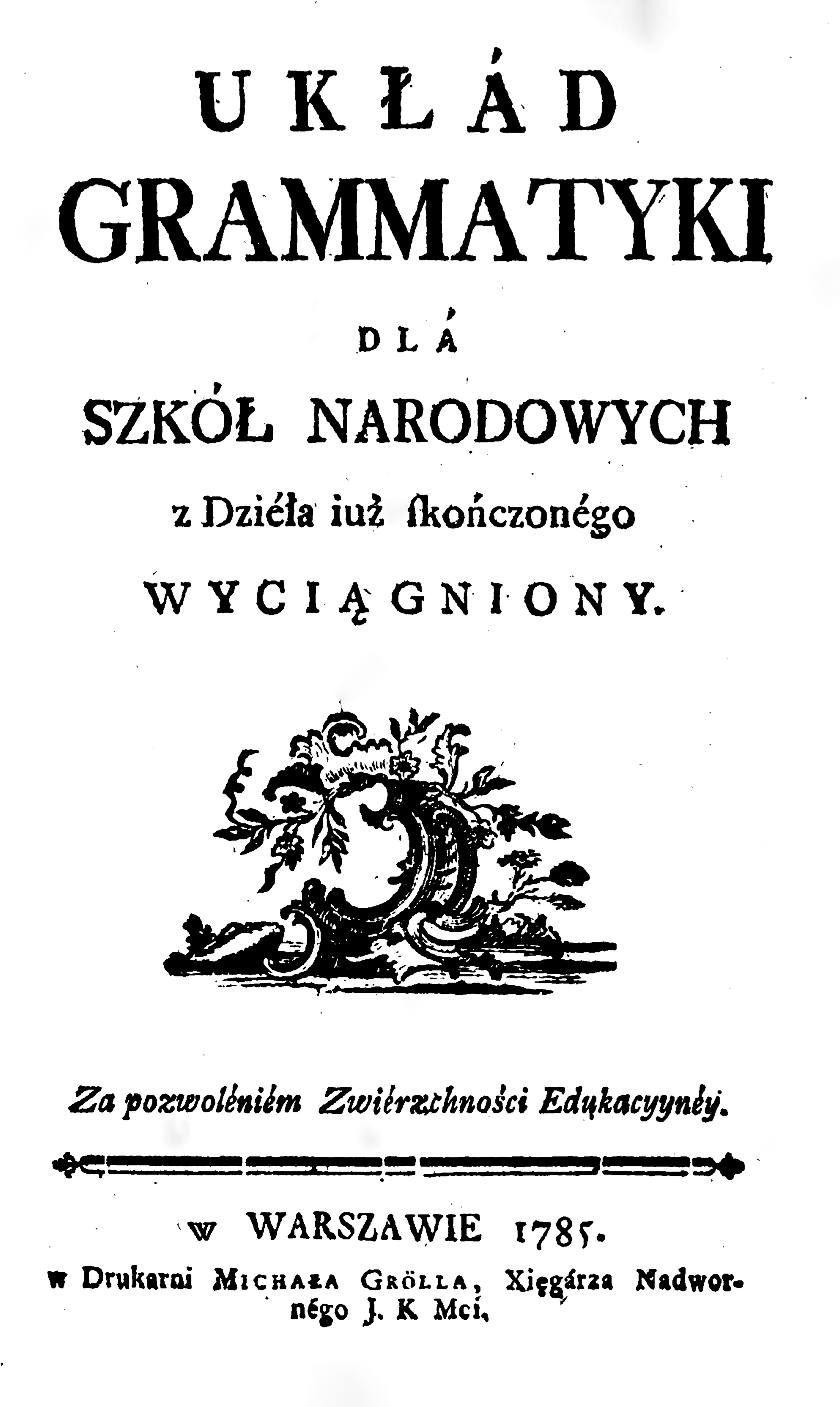
Onufry Kopczyński, Uklad Grammatyki dla szkół narodowych (1785).

## Procesy fonetyczne
- Prelabializacja ą. Np.:
ąglь > vąglь > węgiel
- Zmiękczenie spółgłosek przed samogłoskami szeregu przedniego: i, ь, e, ę, ě. Np.:
sę > siĄ > się
bělъjь > biały
- Przegłos samogłosek przed twardymi spółgłoskami przedniojęzykowymi e > o (ze zmiękczeniem poprzedzającej), ě > a (ze zmiękczeniem poprzedzającej). Np.:
nesą > niosę, ale nesešь > niesiesz
bělъjь > biały, ale bělitъ > (on) bieli
  - Zanikły ślady przejścia ě w a po j, š, ž, č w czasownikach
slyšatь – slyšalъ – slyšalь > słyszeć, słyszał, słyszeli (porównaj ros. слышать (słyszat´)) na wzór
wisětь – wisělъ – wisělь > wisieć, wisiał, wisieli
przetrwało tylko stojatь, bojatь > stojać, bojać (w gwarach wielkopolskich – w gwarach małopolskich i języku literackim stać, bać)
- Zanik jerów słabych i przemiana mocnych w e. Np.:
pьsъ > pies, ale pьsa > psa
sъnъ > sen
- Powstanie długich samogłosek w wyniku:
  -     - łączenia dwóch sylab w jedną (grupy typu ojo) – kontrakcja: np. N. lp. nogoją – nogą
    - rekompensowania zaniku jerów (wzdłużenie zastępcze)
    - zachowania dawnej długości pod intonacją nowoakutową

  - ich zanik:
    - długość iː, yː, uː znikła bez śladu w początku XVI w.
    - długość aː, eː, oː, Ąː przemieniła się w pochylenie tych głosek w początku XVI w.
    - oː > ó – o pochylone, potem zlało się z u
    - Prasłowiańskie ą i ę uległy wymieszaniu
      - około 1000 r. były 4 odrębne nosówki: ę i ą długie i krótkie
      - w XII w. wymowa ę i ą zbliżyła się do Ą (a nosowego)
      - W XIII i XIV w. istniała tylko różnica co do iloczasu, stąd wspólny znak ø
      - Ą > ę (nietypowy proces, w niektórych gwarach pozostało a nosowe), Ąː > Ą° (a nosowe pochylone, stąd pisownia) > ą

    - a pochylone (kreskowano a pochylone (we współczesnej pisowni etymologicznej å) lub a jasne (niepochylone)) zanikło w XVIII w. W wielu gwarach odpowiada mu /o/ (pon ‘pan’)
    - é pochylone w XIX w. wymawiano już zupełnie, jak i lub y („daléj, daléj/niech się na powietrzu spali” – Dziady Adama Mickiewicza), ale ostatecznie zlało się z e jasnym

nesątъ > niosĄː > niosą, ale nesą > niosĄ > niosę
Bogъ > Boːg > Bóg, ale Boga > Boga > Boga
kurъ > kuːr > kur
- Rozwój sonantów.
X – dowolna
T – przedniojęzykowa
T´ – przedniojęzykowa zmiękczona
W – wargowa
K – tylnojęzykowa
Č – szumiąca pochodząca ze spalatalizowanej tylnojęzykowej
  - XrX, Xr´T > XarX, wyjątkowo Xr´T > X´arT, XrX > XurX, XorX
krkъ > kark
čr´nъjь > czarny
zr´no > ziarno
  - Xr´T´ > XirT´ > X´erT´
vr´titi > wiercić
  - Xr´K, W > XirzX > X´erzX, wyjątkowo XarX
vr´xъ > wierzch
vr´ba > wierzba
pr´xy > parchy, ale pr´chnąti > pierzchnąć
    - ogólnie ir, irz > ´er, ´erz
sěkyra > siekira > siekiera

  - TlX, Tl´X > TłuX
dl´gъjь > długi
stlpъ > stłup > słup
    - Tln, Tl´n > Tłun > Tłon
slnьce > słuńce > słońce

  - W, KlX, Wl´T > XełX, czasem WlX > WołX, WułX
klbasa > kiełbasa
vl´na > wełna
mlva > mołwa > mowa
plkъ > pułk (ros. полк (połk))
  - Čl´X > ČełX > ČołX
čl´no > czółno
žl´tъjь > żółty
  - Wl´T´, W, K > Wl´X
vl´kъ > wilk
- Czwarta palatalizacja ke, ky, ge, gy > kie, ki, gie, gi. Np.:

bogyni > bogini
- Wzmocnienie miękkości: s´, z´, t´, d´, n´ > ś, ź, ć, dź, ń. Np.:

losь > łos´ > łoś
- Przejście miękkości

gostь > gost´ > gość
sъpi > spi > śpi
- Zanik miękkości
  - š, ž, č, dž, c´, dz´, r´ (> ř) i l´ (ale nie przed i; l twarde > ł) straciły miękkość w każdej pozycji. Np.:
či > czy
  - p´, b´, w´, f´, m´ straciły miękkość na końcu wyrazu i przed spółgłoską. Np.:
goląbь > gołĄːb´ > gołąb
  - s´, z´, t´, d´, n´ traciły czasem miękkość przed twardą spółgłoską. Np.:
kotьnъjь > kot´ny: > kotny
- Uproszczenie grup spółgłoskowych
  - kń > kś
kъnędzь > kniĄːdz > ksiądz
  - czs > cs > c, dźs > ćs > c, żs > szs > ss > s
czso > co
lud – ludzki /lucki/ < ludźski
bogaty – bogactwo < bogaćstwo
Bóg – boski < bożski
Włochy – włoski < włoszski
Ruś – ruski < rusьskъjь
  - śćc > jc, dźc > ćc > jc
miejsce < mieśćce < městьce
ojca < oćca < otьca
rajca < radźca
  - źdźs > śćs > js
Miasto – miejski < mieśćski
Ujazd – ujejski < ujeźdźski
sześćset /szejset/
  - sr´- > s´r´- > śrz- > śr-, analogicznie zr´- >źr- (gwarowe Wielkopolskie i Śląskie strz-, zdrz-, Małopolskie rś-, rź-)
sreda > środa (strzoda, rsioda)
zrěnica > źrenica (zdrzenica, rzienica)
  - zgn, rgn, rgm > zn, rn, rm
rozgniewać się > rozniewać się (staropolskie)
burgmistrz (niem. Bürgermeister) > burmistrz
  - rdc, zdn, łdn, cztw, stb, stł, stl > rc, zn, łn, czw, zb, sł, śl
sr´dьce > sierdce > serce
cztwarty > czwarty
- ji > i (przynajmniej w pisowni i wymowie starannej)

dojiti > doić
jixъ > ich
- wałczenie

kolo > koło (początkowo z przedniojęzykowo-zębowym ł, dziś /kowo/)
Akcent, pierwotnie ruchomy, ustalił się najpierw na pierwszej, a później na przedostatniej sylabie.

## Przemiany w zakresie gramatyki

### Deklinacja

#### Rzeczowniki
Odmiana rzeczowników uległa uproszczeniu. Jest obecnie oparta na rodzaju (smok, o smoku – foka, o foce) i w pewnym stopniu na twardości tematu (liść, liście – list, listy). W rodzaju męskim pojawiła się jednak kategoria żywotności i osobowości (but, widzę but, widzę buty – kot, widzę kota, widzę koty – pilot, widzę pilota, widzę pilotów).
Ślady tematów spółgłoskowych zachowały się prawie wyłącznie w tematach nijakich na -en-, -ent- (cielę – cielęcia, imię – imienia). W innych tematach forma długa lub krótka rozszerzyła się na wszystkie przypadki. Ogólnie dominowały końcówki z tematów na -o-, -jo- i -a-, -ja-, inne zanikały, chociaż niekiedy się upowszechniały. Upowszechniały się zwłaszcza te, które nie powodowały alteracji tematu. Zanikły ślady braku miękkości w pewnych formach wyrazów zmiękczanych przez samogłoski przednie (głównie spółgłoskowe i na -i-, np. krъvaxъ > *krwach > krwiach). Niekiedy tylko miękkość pozostała po dawnych końcówkach (D. kamane > kamienia).

##### Liczba pojedyncza

###### Mianownik
Zanik form krótkich tematów można interpretować jako pojawienie się w mianowniku formy biernika.
kamy > *kamy > kamień (por. kamenь)
kry > *kry > krew (por. krъvь)
W rodzaju nijakim końcówka -ьje dawała czasem -é pochylone (weselé). Nazwy urzędów typu podkomorzé pod wpływem nazw typu łowczy przeszły w XVI w. do deklinacji przymiotnikowej: podkomorzy.

###### Dopełniacz
Końcówka -y rozszerzyła się na cały rodzaj żeński.
Końcówka -a rozszerzyła się na cały rodzaj nijaki i większość rodzaju męskiego. Dawne nijakie na -ьje miały w XVI w. -å, czyli -a niekreskowane: oká, ale wesela
Końcówka -u po okresie rozchwiania (w pewnym sensie niezakończonym do dzisiaj) pozostała w pewnych rzeczownikach męskich nieżywotnych, bez większego związku z formą pierwotną.
Końcówka -ej z deklinacji zaimkowej pojawiła się przejściowo do XVI w. w dopełniaczu, celowniku i miejscowniku w rodzaju żeńskim w dawnych tematach na -ja-: paniej, rolej, duszej

###### Celownik
Końcówka -´e pozostała w żeńskich tematach na -a-.
Końcówka -y pozostała w żeńskich miękkotematowych. Sporadycznie w staropolskim pozostało -y w nijakich tematach spółgłoskowych: dziecięci, książęci.
Końcówka -owi rozszerzyła się na prawie cały rodzaj męski. Sporadycznie pojawiała się w rodzaju nijakim.
Końcówka -ewi w staropolskim czasem zastępowała -owi w miękkotematowych, w XV i XVI w. nawet w twardotematowych.
Końcówka -u rozszerzyła się na cały rodzaj nijaki. W rodzaju męskim przetrwała w pewnych formach na -o-, -jo-. Do XVI w. była nieco częstsza, zwłaszcza po przyimku ku (człowieku, głosu, ku południu).

###### Biernik
W rodzaju nijakim biernik pozostał równy mianownikowi.
W rodzaju męskim biernik pozostał równy mianownikowi dla rzeczowników nieżywotnych, a dla żywotnych stał się równy dopełniaczowi. Przyczyną był prawdopodobnie szyk swobodny, który groził dwuznacznością zwrotów typu syn kocha ojciec i ojciec kocha syn. Nadanie im postaci syn kocha ojca i ojca kocha syn chroniło przed tym. Dawny biernik równy mianownikowi pozostał szczątkowo do XIV / XV w. (a nawet, zwłaszcza na Mazowszu, XVI w.), a do dziś w utartych zwrotach jak iść za mąż, siąść na koń, na miły Bóg, być za pan brat.
Końcówka -0 pozostała w żeńskich wyrazach, w których występuje też w mianowniku.
Końcówka -ę pozostała w typowych żeńskich.
Końcówka -ą występowała w języku staropolskim zamiast -ę w rzeczownikach, których mianownik kończył się na -å: widzę duszę, boginię, ale wolą, pieczą. Dziś reliktem tej zasady jest biernik panią.

###### Narzędnik
Końcówka -ą pozostała w całym rodzaju żeńskim.
Końcówka -em rozszerzyła się na cały rodzaj męski i nijaki. Do jej stabilizacji przyczynił się rozwój -ъmь, -ьmь.
Końcówka -im < -ьjemь pojawiała się w nijakich zakończonych na dawne -ьje: wiesielim, miłosierdzim, wyobrażenim

###### Miejscownik
Końcówka -´e panuje w twardotematowych. Do XV/XVI w. również w męskich i nijakich na -k, -g, -ch: Bodze, gresze, mlece. Z tematów na -n-: We dnie i w nocy, ale normalnie w dniu
Końcówka -y rozszerzyła się na wszystkie żeńskie miękkotematowe. Przetrwała też szczątkowo w tematach na -jo- do XIV/XV w., zwłaszcza -i < -ьji w nijakich na -ьje.
Końcówka -u opanowała męskie i nijakie miękkotematowe i na -k, -g, -ch. Przetrwała również w formach (o) synu, domu, oraz pojawiła się w formie  (o) panu (Pod wpływem zwrotu w panu Bogu).

###### Wołacz
Końcówka -´e (z -e, nie -ě2, dlatego mamy miękczenie związane z pierwszą palatalizacją) panuje w męskich twardotematowych. Do XVI w. również w rzeczownikach na -k, -g, -ch. Zachowała się do dziś w formach typu Boże, człowiecze, Kozacze (też człowieku, Kozaku), a także księże i po -ec: ojcze, starcze (Związane z trzecią palatalizacją).
Końcówka -u opanowała męskie miękkotematowe i na -k, -g, -ch oraz żeńskie miękkotematowe „rodzinne” (ciociu, Helu). Przetrwała również w formach synu, domu!.
Końcówka -o przetrwała w dawnych żeńskich na -a- i rozszerzyła się na większość dawnych żeńskich na -ja-.
Końcówka -y przetrwała w żeńskich zakończonych w mianowniku na spółgłoskę (myszy, kości!) i rozszerzyła się na rzeczowniki typu pani.
W rodzaju nijakim wołacz pozostał równy mianownikowi.

##### Liczba mnoga

###### Mianownik
Końcówka -i do XV w. dominowała w męskich. Od XVI w. zanikła w nieżywotnych, a od XVIII w. – w nieosobowych. Formy Włoszy, mniszy zostały zastąpione przez Włosi, mnisi z fonetyczną miękkością w XVII w.
Końcówka -y z biernika stopniowo zastępowała -i w męskich. Od XVI w. występowała nawet w osobowych, szczególnie modna była w oświeceniu (syny, wnuki, greki). W rodzaju żeńskim pozostała w tematach na -a- i w części form z M. l.p. na -0.
Końcówka -e pochodząca z tematów na -i- (gost-ьje, lud-ьje), -n- (dьn-e, kamen-e, mestjan-e) i form typu przyjaciele, cesarze zdominowała męskie miękkie. W rodzaju żeńskim pozostała w dawnych tematach na -ja- i rozszerzyła się na część form z M. l.p. na -0.
Końcówka -owie w XIV – XV w. występowała we wszystkich męskich. Od XVI w. wycofywała się, zwłaszcza z nieżywotnych i nieosobowych, ale jeszcze u Norwida w rymie jest obłokowie.
Końcówka -ewie w staropolskim czasem zastępowała -owie w miękkotematowych.
Końcówka -a pozostała w nijakich. Pod wpływem łaciny pojawiała się od XV w. w męskich zapożyczonych z łaciny i z niemieckiego: akta, fundamenta, grunta, a przejściowo również rodzime okręta, pociska. Dziś końcówka -a w r.m. zasadniczo nie funkcjonuje, ale: akta (sądowe) || akty (w dramacie).
Nazwy urzędów typu podkomorzé do XV w. również miały l.m. na -a. W XVI w. panowały formy chorążowie podczasze podchorąże ma pod sobą, a dziś M. chorążowie, D. podchorążych.
Końcówka -´a (-´å) < -ьja dotyczy dzisiaj form brat – bracia, ksiądz – księża. Pierwotnie formy te były odczuwane jako rzeczowniki zbiorowe (bracia stała = braty stały, księża poszła = księdzowie poszli) i odmieniały się jak rzeczowniki żeńskie (jak w innych tego typu B. -ą, DCMsc. również -ej). Już przez Skargę były odmieniane jak liczba mnoga (braciom, braćmi, braciach, księżom, księżmi, księżach). W gwarach spotyka się formy typu swaciå, muzykanciå, adwokaciå.

###### Dopełniacz
Końcówka -0 opanowała nijakie i żeńskie twardotematowe. W miękkotematowych rywalizuje z -y. Do XVII w., a nawet dziś, występują też jej ślady w dawnych tematach męskich na -o-, -jo-: D. woz, god, tysiąc, dziej, włos, do dziś przyjaciół, dotychczas.
Końcówka -ów opanowała męskie twardotematowe, a w miękkotematowych rywalizuje z -y. W staropolskim, z nieco inną wymową, miała szerszy zasięg: pisarzow, koniow, dniow, miesiącow, gwarowe krolew.
Końcówka -y rywalizują z -ów/-0 w miękkotematowych.

###### Celownik
Końcówka -om od dawna dominowała w męskich i nijakich. Od okresu średniopolskiego również w żeńskich.
Końcówka -am dominowała w staropolskim w żeńskich. W XV – XVII w. pojawiała się również w męskich i nijakich.
Końcówka -em do XVI w. czasem zastępowała -om w męskich. W nijakich brak jej śladów.
Końcówka -um, -óm w staropolskim czasem zastępowała -om w nijakich.

###### Biernik
W bierniku rodzaju męskiego pierwotnie końcówki -e/-y dzieliły się w sposób przeniesiony do mianownika w nieosobowych. Jednak w osobowych w XVI w. pojawił się, a w XVII – upowszechnił biernik równy dopełniaczowi. Dawny biernik był i jest używany do celów stylizacyjnych: króle, pany, chłopy.
W rodzajach żeńskim i nijakim biernik liczby mnogiej pozostał równy mianownikowi.

###### Narzędnik
Końcówka -ami od dawna dominowała w żeńskich. Od XV w. upowszechniała się w nijakich, a w XVI – XVII w. mimo oporu gramatyków w męskich.
Końcówka -mi występowała w staropolskim w męskich i nijakich, zwłaszcza miękkotematowych, a także w niektórych żeńskich z mianownikiem na -0. Dziś występuje w zasadzie tylko w męskich i żeńskich z mianownikiem na -0, z tematem zakończonym na fonetycznie miękką.
Końcówka -y występowała w staropolskim w męskich i nijakich, zwłaszcza twardotematowych. Do dziś przetrwała w zwrotach typu tymi czasy.
Końcówka -oma pochodząca z liczby podwójnej pojawiała się w męskich w XVI – XVII w.

###### Miejscownik
Końcówka -ach od dawna dominowała w żeńskich. Była też spotykana w męskich i nijakich, ale opanowała te rodzaje dopiero w XVI w.
Końcówka -´ech dominowała w staropolskim w męskich i nijakich: wilcech, syniech, skrzydlech, leciech. Ślady pozostały w nazwach krajów: Na Węgrzech.
Końcówka -och pojawiała się we wszystkich rodzajach w XIV – XVI w., zwłaszcza przy miękkotematowych i na k, g, ch, prawdopodobnie pod wpływem końcówek typu -owie, -ów, -om.

###### Wołacz
Wołacz liczby mnogiej pozostał równy mianownikowi.

##### Deklinacja mieszana
Do deklinacji mieszanej należą formy typu poeta, mężczyzna, Jagiełło, Fredro, sędzia.
W staropolszczyźnie formy typu starosta, poeta odmieniały się we wszystkich przypadkach jak żeńskie. W XVI w. zadziałał czynnik znaczeniowy zmienił formy w liczbie mnogiej. Również C. l.m. typu mężczyznam.
Natomiast rzeczowniki typu Fredro do XVII w. przyjmowały w l.p. formy Fredra, Fredrowi, Fredrę itp.
Rzeczowniki typu sędzia < sądьja uzyskały już w XV w. przymiotnikowe formy DCB. l.p. Później obok narzędnika sędzią pojawiły się formy sędzim, sędziem. Zdarzał się też miejscownik sędziej.

#### Przymiotniki
Odmiana rzeczownikowa niemal zanikła (ale pełen).
Odmiana przymiotnikowa z zaimkiem jь dała początek odmianie przymiotnikowo-zaimkowej, różnej od rzeczownikowej: jego, tego białego słonia.

#### Zaimki rodzajowe
Twardotematowe upodobniły się do miękkotematowych.
těxъ > *ciech > tych jak ich
togo > *togo > tego jak jego
Pierwotną końcówką biernika l.p. r.ż. było -ę. Wyjątkiem była forma ją. Pod wpływem przymiotników szerzyło się -ą, a współcześnie pozostało tylko tę. (Dopiero w 1996(?) forma biernika tą została uznana za dopuszczalną w języku mówionym.)

#### Zaimki bezrodzajowe
Uległy niewielkim zmianom:
azъ > jazъ > jaz > ja
mene > *mienie > mnie
kogo > kogo (bez większych zmian fonetycznych)
čьso > czso > cso > co
Dawny dopełniacz čьso wyparty do biernika rozszerzył się na mianownik. Dawny biernik utrzymał się z przyimkami: w niwecz < vъ nivъčь, przecz < prěčь, zacz < začь.

#### Liczebniki
Liczebniki porządkowe, mnożne i wielorakie odmieniały i odmieniają się jak przymiotniki, nie będą one więc omawiane.
Jeden
Liczebnik jedinъ zachował odmianę zaimkowo-przymiotnikową.
Dwa – cztery
Pięć – dziesięć
Sto
Liczebniki uzyskały własną, dosyć niejednolitą odmianę, częściowo opartą na liczbie podwójnej.
Jedenaście – dziewiętnaście
Dwadzieścia – dziewięćdziesiąt, dwieście – dziewięćset
Zastawienia stały się zrostami, a potem złożeniami.
Liczebniki zbiorowe
Formy liczebników zbiorowych uległy kontaminacji (skrzyżowaniu).
D. r.m. dъvoj-a lub dъvoj-ego > dwoj(e)ga

#### Liczba podwójna
Zanikła, niekiedy końcówki zachowały się, np. oczy, uszy, rękoma (obok rękami). Również w gwarach i w przysłowiach: „mądrej głowie dość dwie słowie”, „lepszy wróbel w ręku niż gołąb na sęku”.

### Koniugacja
Zachowało się rozróżnienie czasu tematów teraźniejszego i przeszłego.

#### Bezokolicznik
W bezokoliczniku zanikło i (najwcześniej w końcówkach *-cy < -ci):
by-ti > *byci > być
nes-ti > *nieści > nieść
dvigną-ti > *dźwignęci > dźwignąć

#### Czas teraźniejszy
Uległ niewielkim zmianom, np.:
nes-ą > niosę
rek-ą > rzekę
rec-i > *rzec(y) > rzecz, ale tłucz
nes-e-mъ > *niesiem > niesiemy
Wiele czasowników zmieniło formy czasu teraźniejszego:
żywię – żywiesz > żyję – żyjesz
grzebę – grzebiesz > grzebię – grzebiesz
kolę – kolesz > kłuję – kłujesz
porzę – porzesz > pruję – prujesz
rostę – rościesz > rosnę – rośniesz
kradę – kradziesz > kradnę – kradniesz
łupam – łupasz > łupię – łupiesz
kłamam – kłamasz > kłamię – kłamiesz
Przed prasłowiańską końcówką -ętъ w 3.os.lm. w czasownikach atematycznych i tematach na -i- spółgłoska ulega prasłowiańskiej jotyzacji zamiast się zmiękczyć, najprawdopodobniej pod wpływem 1.os.lp. :
dus-ętъ > duszą (zamiast oczekiwanego dusią)
dad-ętъ > dadzą (zamiast oczekiwanego dadzią)
xъt-ętъ > chcą (zamiast oczekiwanego chcią)

##### Koniugacja -am, -asz
Na wzór czasowników atematycznych powstała koniugacja -am, -asz (śladowo -em, -esz):
gra-je-šь > *gra-je-sz > *gr-aː-sz > grasz
gra-je-tъ > *gra-je-0 > *gr-aː-0 > gra
gra-je-mъ > *gra-je-my > *gr-aː-my > gramy
gra-je-te > *gra-je-cie > *gr-aː-cie > gracie
Przez analogię do dam – dasz:
gra-ją > gra-j-ę (do XIV / XV w.) > gram
Ale regularnie (porównaj dadzą):
gra-ją-tъ > grają

#### Czasy przeszłe
Aoryst – czas przeszły dokonany, oznaczał czynność jednokrotną i dokonaną w przeszłości. Pierwotnie tworzył się zarówno od czasowników dokonanych, jak i niedokonanych. Z trzech aorystów: asygmatycznego, sygmatycznego I, sygmatycznego II w języku polskim ujawnił się tylko sygmatyczny I. Tworzony od czasowników zakończonych w temacie bezokolicznika na samogłoskę.
Imperfekt – oznaczał czynność trwającą lub powtarzającą się w przeszłości. Był tworzony od czasowników niedokonanych.
Aoryst i imperfekt zlały się, a następnie zanikły. Końcówka aorystu zachowała pewną żywotność w gwarach: byłech, byłek (=byłem)
Czas przeszły złożony stał się prosty: bylъ jes-mь > byłem.
Czas zaprzeszły współcześnie zanika.

#### Czas przyszły
Formy formalnie teraźniejsze czasowników dokonanych zachowały znaczenie przyszłe.
Czas przyszły od czasowników niedokonanych wciąż tworzy się przez łączenie form typy będę i bezokolicznika lub imiesłowu przeszłego: będę chwalić lub będę chwalił.

#### Tryb warunkowy
Prasłowiańska forma trybu warunkowego ustąpiła miejsca aorystowi (staropolskie bych), który z kolei uległ wpływom końcówek czasu przeszłego.

#### Imiesłowy
- imiesłów czasu teraźniejszego czynny zaczął się odmieniać jak przymiotnik, pojawił się też imiesłów teraźniejszy przysłowny: gotujący, gotując.
- imiesłów czasu teraźniejszego bierny pozostawił ślady typu świadomy, rzekoma.
- imiesłów czasu przeszłego czynny I pozostał jako imiesłów przeszły przysłowny: ugotowawszy, kopnąwszy, obdarłszy.
- imiesłów czasu przeszłego czynny II stał się podstawą czasów przeszłego (gotowałem) i przyszłego złożonego (będę gotował), dla niektórych czasowników nieprzechodnich pozostał (zgniły, zmokły).
- imiesłów czasu przeszłego bierny pozostał żywotny: bity, poznana, wiedzione.

#### Liczba podwójna
Formy liczby podwójnej przetrwały do XIV/XV w., z pewnymi zmianami:
1. os. -vě > *-wie > -wa (pod wpływem l. podw. r.m.: dwa konja)
2. os. -ta > -ta
3. os. -te > *-cie > -ta (zrównanie z 2. os. dla odróżnienia od 2. os. liczby mnogiej)
W XVI w. zanikły w języku literackim. Zachowały się w licznych gwarach ludowych, ale ich znaczenie prawie zawsze jest równe liczbie mnogiej. Spotyka się też końcówkę 1. os. -ma ze skrzyżowania -wa i -my.
chodźwa, chodźma (=chodźmy)
Jedynie w okolicach Tarnobrzega występuje opozycja niesiewa, nieśwa (l. podw.) || niesiemy, nieśmy (l.m.).